# Spirostreptus sepia
Spirostreptus sepia är en mångfotingart som beskrevs av Henri W. Brölemann 1896. Spirostreptus sepia ingår i släktet Spirostreptus och familjen Spirostreptidae. Inga underarter finns listade i Catalogue of Life.